# روي أوهتاكي
روي أوهتاكي (من مواليد 27 يناير 1938) مهندس معماري برازيلي. هو نجل الفنانة تومي أوهتاكي.

## التاريخ
يشتهر روي أوهتاكي ابن الفنان الياباني تومي أوهتاكي بتصميماته المعمارية غير العادية. ومن الأمثلة على مشاريعه فندق يونيك على شكل نصف قمر، ومبنى فندق رينايسانس، والمبنى التجاري إديفيشو سانتا كاتارينا، وتقع جميعها في مدينة ساو باولو. يشتهر أوهتاكي أيضًا بتصميم معهد تومي أوهتاكي الثقافي والمبنى التجاري المجاور له.
تخصص في الهندسة المعمارية عام 1960 في جامعة ساو باولو.

## الحياة الشخصية
تزوج أوتاكي مرتين: الأولى للممثلة البرازيلية سيليا هيلينا التي توفيت عام 1997، ولاحقًا من المهندسة المعمارية سيلفيا فاز. أنجب ولدان: إليسا ورودريجو.